# Azaz
Azaz (tiếng Ả Rập: أعزاز A'zāz, tiếng Hurria: Azazuwa, tiếng Hy Lạp trung đại: Αζάζιον, đã Latinh hoá: Azázion, tiếng Tân Assyria: Ḫazazu, tiếng Aram cổ: Ḥzz) là một thành phố miền Đông Bắc Syria, cách Aleppo chừng 20 dặm (32 kilômét) về phía bắc-tây bắc. Theo cục Thống kê Trung ương Syria (CBS), năm 2004 Azaz có dân số 31.623 người. Tính đến  năm 2015, dân cư hầu như toàn người Hồi giáo Sunni, đa số là người Ả Rập như có cả người Kurd và người Turkmen.
Về lịch sử, đây là nơi diễn ra trận Azaz giữa các nhà nước Thập tự chinh và người Thổ Seljuk ngày 11 tháng 6, 1125. Thành phố nằm gần biên giới Syria–Thổ Nhĩ Kỳ.

## Khí hậu
Azaz có khí hậu Địa Trung Hải mùa hè nóng (phân loại khí hậu Köppen Csa).
| Dữ liệu khí hậu của Azaz                | Dữ liệu khí hậu của Azaz | Dữ liệu khí hậu của Azaz | Dữ liệu khí hậu của Azaz | Dữ liệu khí hậu của Azaz | Dữ liệu khí hậu của Azaz | Dữ liệu khí hậu của Azaz | Dữ liệu khí hậu của Azaz | Dữ liệu khí hậu của Azaz | Dữ liệu khí hậu của Azaz | Dữ liệu khí hậu của Azaz | Dữ liệu khí hậu của Azaz | Dữ liệu khí hậu của Azaz | Dữ liệu khí hậu của Azaz |
| Tháng                                   | 1                        | 2                        | 3                        | 4                        | 5                        | 6                        | 7                        | 8                        | 9                        | 10                       | 11                       | 12                       | Năm                      |
| --------------------------------------- | ------------------------ | ------------------------ | ------------------------ | ------------------------ | ------------------------ | ------------------------ | ------------------------ | ------------------------ | ------------------------ | ------------------------ | ------------------------ | ------------------------ | ------------------------ |
| Trung bình ngày tối đa °C (°F)          | 9.2 (48.6)               | 11.1 (52.0)              | 15.5 (59.9)              | 21.0 (69.8)              | 26.9 (80.4)              | 32.0 (89.6)              | 34.5 (94.1)              | 34.8 (94.6)              | 31.3 (88.3)              | 25.8 (78.4)              | 18.0 (64.4)              | 11.1 (52.0)              | 22.6 (72.7)              |
| Trung bình ngày °C (°F)                 | 5.3 (41.5)               | 6.7 (44.1)               | 10.2 (50.4)              | 14.8 (58.6)              | 19.9 (67.8)              | 24.6 (76.3)              | 27.2 (81.0)              | 27.4 (81.3)              | 24.4 (75.9)              | 19.2 (66.6)              | 12.5 (54.5)              | 7.3 (45.1)               | 16.6 (61.9)              |
| Tối thiểu trung bình ngày °C (°F)       | 1.5 (34.7)               | 2.3 (36.1)               | 4.9 (40.8)               | 8.7 (47.7)               | 12.9 (55.2)              | 17.3 (63.1)              | 19.9 (67.8)              | 20.1 (68.2)              | 17.6 (63.7)              | 12.6 (54.7)              | 7.1 (44.8)               | 3.5 (38.3)               | 10.7 (51.3)              |
| Lượng Giáng thủy trung bình mm (inches) | 90 (3.5)                 | 80 (3.1)                 | 67 (2.6)                 | 46 (1.8)                 | 25 (1.0)                 | 3 (0.1)                  | 1 (0.0)                  | 1 (0.0)                  | 4 (0.2)                  | 27 (1.1)                 | 46 (1.8)                 | 90 (3.5)                 | 480 (18.7)               |
| Số ngày tuyết rơi trung bình            | 2                        | 1                        | 0                        | 0                        | 0                        | 0                        | 0                        | 0                        | 0                        | 0                        | 0                        | 1                        | 4                        |
| Nguồn: Climate-Data.org                 |                          |                          |                          |                          |                          |                          |                          |                          |                          |                          |                          |                          |                          |